# The Sun Also Rises (opera)
The Sun Also Rises is een opera in één bedrijf van Webster A. Young, gebaseerd op Ernest Hemingways roman The Sun Also Rises. 
Het is een van de twee boeken van Hemingway die Young uitwerkte tot een opera. Het libretto is geschreven door de componist en bevat directe citaten uit de roman. The Sun Also Rises ging in première op 7 mei 2000 in de Long Island Opera.